# Hatschekia ostracii
Hatschekia ostracii is een eenoogkreeftjessoort uit de familie van de Hatschekiidae. De wetenschappelijke naam van de soort is voor het eerst geldig gepubliceerd in 1953 door Yamaguti.